# Gehlsbach (rivier)
De Gehlsbach is een zijrivier van de Elde in het zuiden van de Duitse deelstaat Mecklenburg-Voor-Pommeren, en behoort tot het stroomgebied van de rivier de Elbe.

## Loop
De Gehlsbach ontstaat in een waterrijk gebied, met voormalige turfstekerijen ten westen van de plaats Ganzlin in de Landkreis Ludwigslust-Parchim, een vijftal kilometer westelijk van de zuidpunt van de Plauer See.
Ze stroomt in westelijke richting door velden en weiden van de gemeenten Buchberg en Karbow-Vietlübbe. Ten zuidwesten van Vietlübbe wordt het 249 ha grote Natuurgebied Gehlsbachtal bereikt. Verder westelijk vormt zij de gemeentegrens van Kreien. In Siggelkow nadert zij de Elde, maar mondt er nog niet in uit. Zij werd kunstmatig verlengd, parallel links van de Elde, onder de plaatselijke naam Der Strom. Deze komt ten noorden van Gross Pankow, op een hoogte van 46,1 m, samen met een oude arm van de Elde.
Over een totale lengte van 23,5 km bedraagt het verval 28,6 m.
Zijrivieren zijn de Seegraben en de Basnisbach.